# Hendersonia vagans
Hendersonia vagans är en svampart som beskrevs av Fuckel 1870. Hendersonia vagans ingår i släktet Hendersonia och familjen Phaeosphaeriaceae.   Inga underarter finns listade i Catalogue of Life.